# 比拉尔·库利巴利
比拉尔·库利巴利（法語：Bilal Coulibaly，2004年7月26日—）是法国职业男子篮球运动员，曾效力于法国职业篮球队大都會92，现效力于NBA球队华盛顿奇才。

## 早年
库利巴利生于法国上塞纳省的圣克卢，成长于库尔伯瓦，他是马里人后裔。他从8岁起为当地的篮球俱乐部效力。